# Hilliardia
Hilliardia là một chi thực vật có hoa trong họ Cúc (Asteraceae).

## Loài
Chi Hilliardia gồm các loài: